# نیروی اهریمنی‌اش
نیروی اهریمنی‌اش (به انگلیسی: His Dark Materials) نام یک مجموعه سه‌گانه کتاب‌های داستان تخیلی ست که توسط فیلیپ پولمن نوشته شده‌است. این کتاب‌ها به ترتیب سپیده شمالی (۱۹۹۵، در آمریکای شمالی با عنوان قطب‌نمای طلایی منتشر شده‌است)، خنجر ظریف (۱۹۹۷) و دوربین کهربایی (۲۰۰۰) نام دارند. داستان کتاب در مورد دو نوجوان به اسم‌های لایرا بلاکوا و ویل پری است که در دو دنیای موازی زندگی می‌کنند و وارد ماجراهایی حماسی می‌شوند. کتاب سوم از مجموعهٔ نیروی اهریمنی‌اش در سال ۲۰۰۱ برندهٔ جایزه کتاب سال Whitebreard در انگلستان شد، که یک جایزهٔ معتبر ادبی به‌شمار می‌رود. روزنامهٔ آبزرور (به انگلیسی: The Observer) این مجموعه را جزو ۱۰۰ رمان پرفروش دنیا یاد می‌کند.
در سال ۲۰۰۳ کتابی با عنوان آکسفورد لایرا به چاپ رسید که به زندگی لایرا دو سال بعد از کتاب دوربین کهربایی؛ هنگامی که لایرا ۱۵ ساله است، می‌پردازد.